# Marnes, Deux-Sèvres

Marnes este o comună în departamentul Deux-Sèvres, Franța. În 2009 avea o populație de 236 de locuitori.